# ダシュマン (カルルク部)
ダシュマン・アカ（モンゴル語: Dašman aqa、? - 1317年）は、モンゴル帝国に仕えたムスリムの一人。『元史』などの漢文史料では答失蛮(dáshīmán)、『集史』などのペルシア語史料ではداشمن اقا(dāshman āqā)と記される。
『元史』には立伝されていないが『金華黄先生文集』巻24「宣徽使太保定国忠亮公神道碑」にその事蹟が記され、『新元史』には「宣徽使太保定国忠亮公神道碑」を元にした列伝が記されている。

## 概要

### 生い立ち
ダシュマンは中央アジアの遊牧部族であるカルルク部の出で、曽祖父のムハンマドはチンギス・カンの治世の6年目（1211年）に君主アルスラン・ハンとともにモンゴル帝国に降った人物であると伝えられる。ムハンマドと妻である太帖尼氏の間に生まれたのがアリー（阿里）で、ムハンマドとアリーは後に「中山郡公」に追封されている。アリーと忽委氏の間に生まれたハッジは質子（トルカク）としてモンゴル帝国に差し出され、後に第2代皇帝オゴデイのバウルチとなった。ハッジは厚遇されて西征にも従軍し、功績により河西（旧西夏国）の貴族の出である阿兀思吉氏（定国夫人と呼ばれる）を娶った。第4代皇帝モンケの即位後、その弟のクビライが東アジア方面の司令官に抜擢されるとこれに仕え、雲南・大理遠征や南宋との戦いに従軍したが、病により亡くなった。その跡を継いだのが息子のダシュマンで、父同様にケシクテイに入ってバウルチとなり、クビライから重用された。

### クビライの治世
クビライの治世の中頃、尚書省を取り仕切るアフマド・ファナーカティーが権勢を得た際にはこれと対立し、アフマドが暗殺された後には玉環及び鈔2500を下賜された。
また、1287年（至元24年）にはナヤンの乱鎮圧戦に従軍し、功績により名族出身の脱脱倫氏を娶り、また良馬・白金を下賜された。その後は皇太子テムル率いるハンガイ方面駐屯軍に属し、西方のカイドゥに備えることになった。ダシュマンは主に兵站を担当し、晋王イェスン・テムルの軍団が食料不足になった時は、米数千石を供給した。任務を終えると朝廷に戻り白金100両・鈔1,500を下賜されたが、この時モンゴル高原駐屯軍の食糧は不十分であり供給量を増やすべきことを進言し、認められている。
再設置された尚書省の下でサンガが権勢を得た時、アフマドの時と同様にダシュマンはサンガと対立した。サンガが失脚した後、ダシュマンは邸宅を下賜されたが固辞し、代わりに玉環及び燕服与えられた。

### テムルの治世
1294年（至元31年）にクビライが亡くなった時、後継者を決めるために上都でクリルタイが開かれることになった。この時、ウズ・テムルらテムルとともにナヤンの乱鎮圧戦やカイドゥとの戦いに出陣した者たちがテムル即位のため尽力したことが知られており、記録にはないもののダシュマンもその一派としてテムル即位に尽力したものとみられる。なお、ダシュマンが上都クリルタイに出席したことはペルシア語史料の『集史』テムル・カアン紀の記述からも確認される。
カイドゥが大元ウルスに侵攻した時、大元ウルス軍は急ぐあまり通常の倍の速度で、かつ昼夜兼行で行軍したために脱落する兵が続出してしまった。そこでダシュマンはこのまま強行軍を続け少数の兵となってしまっては何が起こるか分かりませんと諌め、進軍を止めて軍勢を再度集結させた。その数日後、カイドゥとの間で行われた戦闘で大元ウルス軍は大勝利を収めることに成功し、戦後の論功行賞でダシュマンは功績を認められ田300畝を下賜され、また司農丞の地位を授けられた。この頃、テムルの後見人であったココジン・カトンが亡くなったことを切っ掛けに高官の代替わりが続いており、ダシュマンも前任のテゲ・コルチの辞職に伴って司農丞に任じられたものと見られる。
即位後のテムルは病気がちであったためダシュマンと息子のマイヌは数カ月衣服を代えず看病したこともあり、テムルの病状がやや持ち直した時には鈔25,000緡を下賜されている。

### 晩年
テムルの死後、宮中クーデターを経てカイシャンが即位することになった時は、野馬川（サアリ・ケエル）に駐屯するカイシャンを迎える役目を務めた。カイシャンの弟でクーデターを主導したアユルバルワダの進言により、この頃ダシュマンは中書参知政事の地位を授けられ、また金帯・犀帯・七宝笠・珠帽・珠衣・金50両・田2,000畝を下賜された。
ブヤント・カアン（仁宗アユルバルワダ）の即位後は、代々バウルチが長官を務める宣徽院に入り、僉宣徽院事に任じられた。その後、宣徽院副使・同知宣徽院事を経て宣徽院使・栄禄大夫に昇格となった。なお、『類編歴学三場文選』冒頭には「皇慶二年（1313年）……博児赤答失蛮丞相」とあり、この頃ダシュマンは「バウルチ」かつ「丞相」としてブヤント・カアンに仕えていたことが確認される。
ブヤント・カアンに仕えていた頃、食事の間に典故について問われるも、従容として回答したことを称えられて三帯・海東白鶻を下賜された。しかし、それから間もなく病にかかって朝廷に出ることができなくなり、医師に余命は長くないと診断された。そこでダシュマンは諸子を集めて一族仲むつまじくし国に尽くすよう言い残し、語り終えるとそのまま亡くなった。ダシュマンは温厚且つ寛大な性格で、好んで施しを行っていたため、人々からは長者と称されていたという。
ダシュマンが亡くなったのは1317年（延祐4年）9月5日、60歳の時であり、その3日後に京城の東の樹辛荘に葬られた。翌年に定国公に追封され、また忠亮と諡された。1348年（至正8年）4月9日に岳柱の請願によって「宣徽使太保定国忠亮公神道碑」が作成された。この碑文が作成された時点で、マイヌ・ヒンドゥ・ケレイという3人の息子と、6人の孫、8人の曽孫がいたと記されている。

## 子孫

### 長男マイヌ
『金華黄先生文集』巻24には「宣徽使太保定国忠亮公神道碑」に続けて「宣徽使太保定国忠亮公神道第二碑」という文章が収録されており、この文中でダシュマンの息子たちの事績について記録されている。ダシュマンの長男のマイヌ（買奴）はブヤント・カアンの治世に父同様に司農少卿に任命された。1321年（至治元年）に河北河南道粛政廉訪使として決壊した黄河の補修に携わったとの記述があり、これは『元史』巻27英宗本紀で1320年（延祐7年）に「黄河が決壊し諸県が被害を受けた｣という記録と対応する。その後、泰定帝イェスン・テムル・カアンの治世中に参議中書省事の地位に進んだとされ、『元史』巻30泰定帝本紀にもタシュ・テムル、ダウラト・シャーらとともに中書省の要人として名が挙げられている。その後、河南江北等処行中書省平章政事、翰林学士承旨を歴任してウカアト・カアン（順帝トゴン・テムル）の治世まで仕えていたとされるが、『元史』側には記録がない。

### 次男ヒンドゥ
次男のヒンドゥ（忻都）は 1320年代末に雲南行省左丞の地位にあり、天暦の内乱に巻き込まれたとされる。天暦年間の雲南における戦乱は『元史』に非常な簡略な記述しかないのに対して、「宣徽使太保定国忠亮公神道第二碑」には詳細な経緯が記される。碑によると、上都側についた叛王禿堅・バイク（伯忽）らが雲南の中心地である中慶路を包囲し、雲南行省側ではテムル・ブカが城の北門を、ヒンドゥが東門を守った。しかし防戦むなしく中慶路は陥落し、行省の印は奪われてヒンドゥも捕虜となった。
捕らえられたヒンドゥはなぜ逃げ出さなかったのかと問われたが、「命を奉じて行省の官を授けられたのに、どうして城を棄てて逃げ去ることができようか」と堂々と答えたという。バイクはヒンドゥを殺そうとしたが禿堅は反対し、部下の忽哥児・ウマル（兀馬児）ら50人に命じて城内で虜囚とした。しかしヒンドゥは以前からウマルらと面識があったため説得して味方に引き込み、脱出の計画を練った。一方、城外では大都派のアラトナシリが大軍を率いて雲南に迫りつつあり、バイクらはウマルを派遣してこれを撃退しようとした。
既にヒンドゥと通じていたウマルは途中で裏切ってパイクとその兄弟を殺し、行省の印を奪還して雲南省を復活させた。解放されたヒンドゥはパイクらの首級を皇帝の下に送るとともにアラトナシリを迎え入れ、アラトナシリはヒンドゥに自ら朝廷に報告するよう命じた。報告を受けたジャヤガトゥ・カアン（文宗トク・テムル）は雲南における大都派の勝利に大きく貢献したことを賞し、厚く下賜するとともに上都留守兼本路都総管府ダルガチの地位を授けたという。

## カルルク部ダシュマン家
- 中山郡公ムハンマド（Muḥammad ＞馬馬/mǎmǎ）
  - 中山郡公アリー（ʿAlī ＞阿里/ālǐ）
    - 定国公ハッジ（Hajji ＞哈只/hāzhǐ）
      - 宣徽使太保定国忠亮公ダシュマン（Dašman ＞答失蛮/dáshīmán,داشمن اقا/dāshman āqā）
      - 翰林学士承旨マイヌ（Mainu ＞買奴/mǎinú）
        - 䦨遺少監イラウダル（Ilaudar ＞亦老答而/yìlǎodāér）

      - 上都留守兼本路都総管府達魯花赤ヒンドゥ（Hindu ＞忻都/xīndōu）
        - 同知河東都転運塩使司事ハバシュ（Ḥabaš ＞哈八失/hābāshī）

      - 同知宣徽院事ケレイ（Kerei ＞怯来/qièlái）